# نزف خلف الصفاق
النزف خلف الصفاق (بالإنجليزية: Retroperitoneal hemorrhage)‏ (أو الورم الدموي خلف الصفاق) يشير إلى تجمع الدم في التجويف خلف الصفاق. يمكن أن يترافق مع علامة غراي تورنر (تكدم الخاصرة).

## الأسباب
تتضمن الأسباب:
- مضادات التخثر.[2]
- تمزق أم الدم الأبهرية.
- تمزق أم دم الشريان الكلوي.[3]
- التهاب البنكرياس الحاد.
- الخباثات.[4]
- أثناء العلاج (على سبيل المثال عند إدخال القُنَيَّة في الشريان الفخذي المشترك من أجل قسطرة القلب).